# Berliner Technische Kunsthochschule

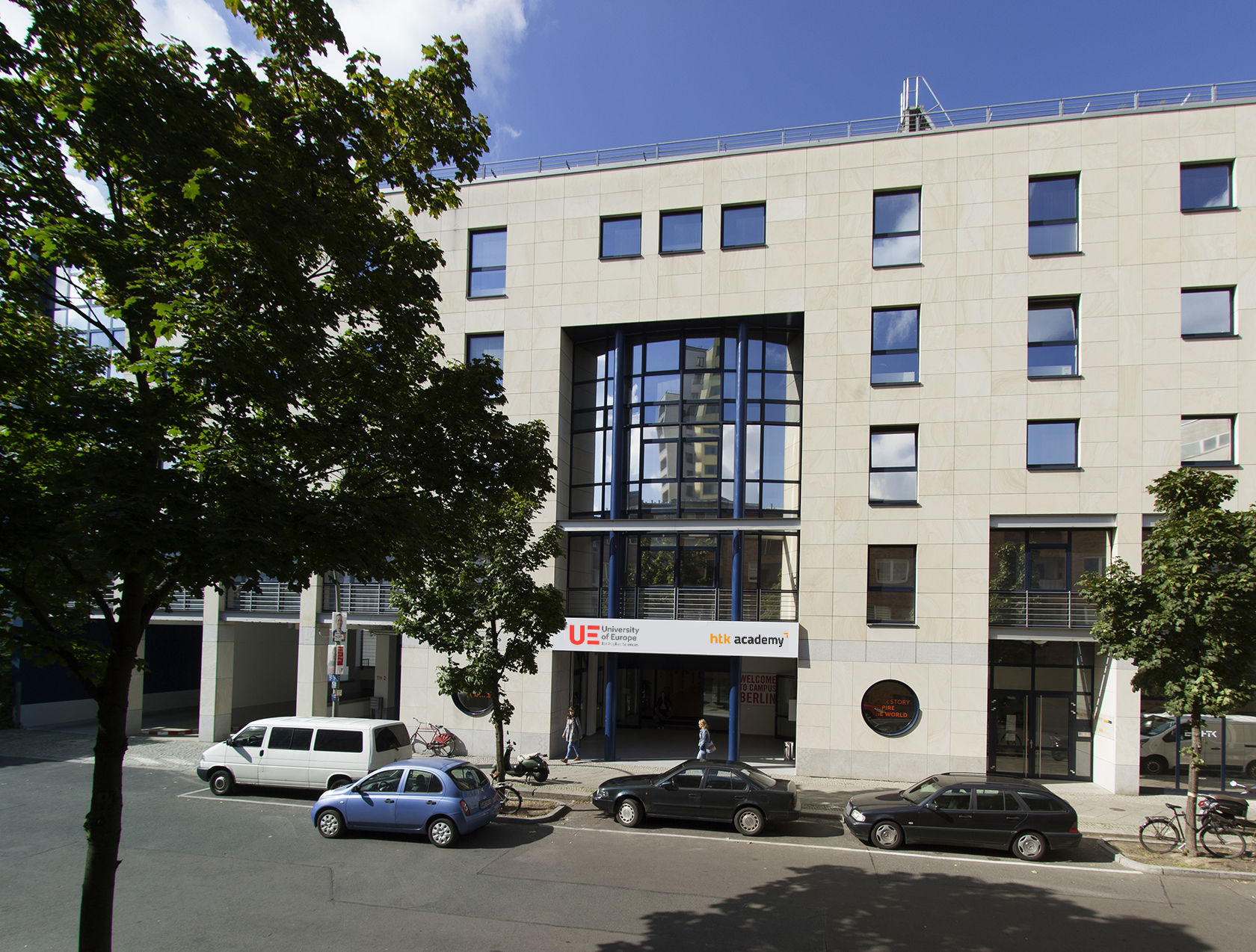

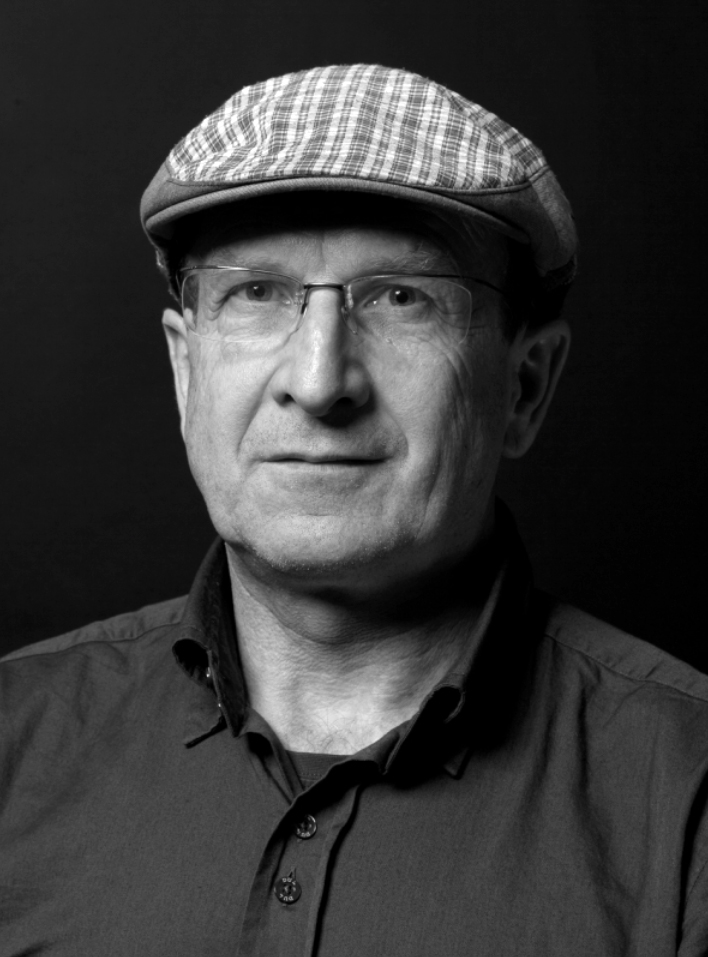
Walter Bergmoser

Die Berliner Technische Kunsthochschule (BTK, Eigenschreibweise BTK – Hochschule für Gestaltung) war eine private, staatlich anerkannte Hochschule mit Standorten in Berlin, Iserlohn und Hamburg.

## Geschichte
Sie war eine private Fachhochschule und wurde im Frühjahr 2006 aus der Hamburger und Berliner Technischen Kunstschule sowie privaten Akademien für Gestaltung heraus gegründet, um Designer in der Schnittstelle von Design, Kunst und neuen Medien auszubilden. Die Gründer waren Cyrus Khazaeli (Designer und Gründungsrektor), Hans-Hendrik Grimmling (Maler), Matthias Leupold (Fotograf und Rektor von 2007 bis 2014) und Claus Bennefeld (Kaufmann).
Die BTK wurde am 13. Oktober 2011 vom amerikanischen Bildungskonzern Laureate Education Inc. übernommen.
Im März 2017 wurde die BTK von der Hochschule Business and Information Technology School (BiTS) im Wege der Verschmelzung übernommen. Die BiTS wurde kurz darauf in University of Applied Sciences Europe umbenannt. Diese ist seit April 2018 Teil der Global University Systems (GUS).
Die BTK, mit Standorten in Berlin, Iserlohn und Hamburg, wurde zur University of Europe for Applied Sciences (UE) umbenannt.

## Studiengänge
Deutschsprachige Studiengänge
- Fotografie (B.A.)
- Kommunikationsdesign (B.A.)
- Motion Design (B.A.)
- Illustration (B.A.)
- Game Design (B.A.)

Englischsprachige Studiengänge
- Photography (B.A.)
- Communication Design (B.A.)
- Game Design (B.A.)
- Communication Design (M.A.)
- Design/Media Spaces (M.A.)
- Photography (M.A.)

Die auf sieben Semester angelegten Bachelor-Studiengänge schließen mit einem Bachelor of Arts (B.A.) ab und bilden für Tätigkeiten in Agenturen, Verlagen und Unternehmen aus. Im fünften Semester wird ein Praxis- bzw. Auslandssemester absolviert.

## Staatliche Anerkennung und Akkreditierung
Die BTK wurde 2014 vom Deutschen Wissenschaftsrat institutionell unter Auflagen reakkreditiert. Die Studiengänge waren durch die Zentrale Evaluations- und Akkreditierungsagentur ZeVA hinsichtlich des Studiengangs Game Design unter Auflagen ansonsten ohne Auflagen akkreditiert.

## Organisation
Die Organe zur akademischen Selbstverwaltung der BTK bestanden vor der Übernahme aus dem Akademischen Senat sowie dem Beirat der Hochschule.

## Internationalisierung
Die BTK bot die Bachelor-Studiengänge Fotografie (B.A.), Communication Design (B.A.), Game Design (B.A.), sowie die drei Master-Studiengänge Communication Design (M.A.), Media Spaces (M.A.) und Photography (M.A.) auf Englisch an. Des Weiteren gab es eine englischsprachige „Summerschool“.

## Partnerschaften
POLE